# Mon vieux camarade de classe

Mon vieux camarade de classe (titre original : 同桌的妳 ; en pinyin: tóngzhuō de nǐ,  titre en anglais : My Old Classmate) est un film chinois de Frant Gwo sorti en 2014. Il s'agit d'une comédie romantique qui suit les aventures d'un garçon et d'une fille, des bancs de l'école au mariage. Ce film s'inspire d'une chanson chinoise éponyme sortie en 1994. Le film a reçu un accueil positif par la critique et le public.

## Résumé de l'intrigue
Les deux héros se rencontrent à l'école. Après des débuts difficiles, leur amitié grandit mais ils doivent suivre des voies différentes. Ils finiront par se retrouver aux États-Unis mais ils ne réussiront pas à se marier.

## Fiche technique
- Titre : Mon vieux camarade de classe
- Titre original : 同桌的妳
- Réalisation : Frant Gwo
- Scénario : Frant Gwo
- Pays d'origine : Chine
- Format : Couleurs -
- Genre : comédie, romance
- Durée : 98 minutes
- Date de sortie : 2014. Le film est sorti le 25 avril 2014 en Chine continentale et le 11 septembre 2014 à Hong Kong.

## Distribution
- Zhou Dongyu(周小栀)
- Lin Gengxin(林一)
- Mike Sui
- Wang Xiaokun
- Gong Geer
- Li Mincheng
- Zhao Siyuan
- Cao Yang
- Michael Gralapp